# Akpınar, Kumlu
Akpınar là một xã thuộc huyện Kumlu, tỉnh Hatay, Thổ Nhĩ Kỳ. Dân số thời điểm năm 2011 là 1.38 người.